# Marco Di Cesare
Pour les articles homonymes, voir Cesare.
Marco Di Cesare, né le 30 janvier 2002 à Mendoza, est un footballeur argentin qui joue au poste de défenseur central au Racing Club.

## Biographie

### Carrière en club
Né à Mendoza en Argentine, Marco Di Cesare est formé entre l'Andes Talleres et les Argentinos Juniors, où il commence sa carrière professionnelle en championnat d'Argentine,,. Il joue son premier match avec l'équipe première du club le 22 novembre 2020 contre San Lorenzo en Copa de la Liga.
En janvier 2024, il est transféré au Racing Club, club majeur du championnat d'Argentine,,.

### Carrière en sélection
En janvier 2024, il prend part au Tournoi pré-olympique avec l'équipe d'Argentine des moins de 23 ans en 2024,.
L'Argentine termine deuxième de la compétition après avoir battu et éliminé le Brésil lors de la dernière journée, se qualifiant ainsi pour les Jeux olympiques,.

## Palmarès
Argentine -23 ans
- Tournoi pré-olympique sud-américain
  - Deuxième en 2024